# Карахобда
Карахобда́ (каз. Қарақобда) — село у складі Алгинського району Актюбінської області Казахстану. Адміністративний центр Карахобдинського сільського округу.
Населення — 430 осіб (2021; 540 у 2009, 899 у 1999, 557 у 1989).